# Lippeniederung zwischen Bad Lippspringe und Mastbruch
Das Naturschutzgebiet Lippeniederung zwischen Bad Lippspringe und Mastbruch liegt bei Mastbruch, einem Ortsteil des Paderborner Stadtteils Schloß Neuhaus, und der Stadt Bad Lippspringe im Kreis Paderborn in Nordrhein-Westfalen.
Das aus drei Teilflächen bestehende Gebiet erstreckt sich südöstlich der Kernstadt Bad Lippspringe entlang der Lippe. Im nördlichen Bereich verläuft die Landesstraße L 814 durch das Gebiet hindurch, am westlichen Rand verläuft die B 1.

## Bedeutung
Das etwa 159 ha große Gebiet wurde im Jahr 1996 unter der Schlüsselnummer PB-046 unter Naturschutz gestellt.